# Girolamo Brusoni
Girolamo Brusoni (* 1614 in Badia Polesine (Badia Vangadizza); † nach 1686) war ein italienischer Literat, Dichter und Romanschreiber, Novellist und Historiograph.

## Leben

### Ausbildung, frühe Werke, Ferrara (1621–1633), Toskana
Brusonis Geburtsort ist nicht gesichert, nur dass seine Eltern Francesco und Lucrezia Matteucci waren, und dass er seine erste Bildung (bis 1621) in Badia empfing. Um 1621 zog die Familie nach Ferrara. Dort widmete er sich möglicherweise verschiedenen Studien, wie dem Recht, der Philosophie und der Theologie, auch soll er in Padua promoviert worden sein.
Im Alter von 15 Jahren schrieb er, wenn auch eher mittelmäßig, zwei Novellen, nämlich Lo scherzo di fortuna und L’ambizione calpestata, die beide 1641 in Venedig erschienen. Gegen 1633 sah sich Brusoni durch eine unglückliche Liebesbeziehung gezwungen, Ferrara und seine Familie zu verlassen und in die Toskana zu gehen. Dabei lebte er meist in Florenz. Dort verfasste er die Ragguagli di Parnaso – ebenfalls 1641 in Venedig veröffentlicht. Es handelt sich um ein literarisch unbedeutendes Werk, das aber dennoch wichtig wurde, weil es von Anfang an eine intellektuelle und moralische Haltung vermittelte, die Brusoni als einen der charakteristischsten, wenn auch zurückhaltendsten Vertreter in die libertäre Bewegung einführen sollte. Seine Polemik gegen das Bücherverbot, gegen den Moralismus der Pedanten, gegen die fürstliche Tyrannei und die spanische Herrschaft (und damit die politischen Sympathien für Odoardo Farnese, Venedig und die Franzosen) drückt eine Haltung gegen die Atmosphäre der Gegenreformation aus, die er bereits mit den Hauptfiguren des italienischen Libertinismus verbindet, vor allem mit Ferrante Pallavicino.

### Verlust des Erbes, Kartäuserorden
Das Jahr seiner Rückkehr nach Ferrara ist nicht bekannt. Dort übernahm er gemeinsam mit seinen Schwestern das väterliche Erbe, das ihnen jedoch ein anderer Verwandter entwinden konnte. Möglicherweise war dies der Grund, warum er in den Kartäuserorden eintrat und den Namen Cherubino annahm. Spätestens 1639 jedoch verließ er das Paduaner Kloster und ging nach Venedig.

### Venedig (ab 1639–1642/43)
Eleganz und Freizügigkeit, religiöser Indifferentismus und akademische Leere, sowie die sarpianische und cremoninische Tradition einer Alternative zur gegenreformatorischen Strenge, zogen ihn an. Brusoni freundete sich sogleich mit Ferrante Pallavicino an, ebenfalls sehr jung, ebenfalls ein Ausbrecher aus dem Kloster, jedoch ein bereits berühmter Literat. Beide sympathisierten mit Frankreich im gemeinsamen Hass auf Spanien. Zudem war er genauso bereit, sich auf jedes Abenteuer einzulassen, sei es intellektuell oder erotisch.
Die Freundschaft öffnete ihm die Pforten der Accademia degli Incogniti, in der er den Namen Aggirato annahm. Der Erfolg seines Romans La fuggitiva, der 1639 in Venedig unter seinem Klosternamen „Cherubino Brusoni“ veröffentlicht wurde, verfestigte seinen Ruf. Binnen vierzig Jahren erfolgten sechs Nachdrucke: vier in Venedig (zweimal 1640, 1662, 1678), einer in Padua (1652), einer in Bologna (1671). Offenbar verstand das Publikum die Anspielungen auf bekannte Personen, denn die Protagonistin wurde mit Pellegrina Bonaventuri identifiziert, der Tochter von Bianca Cappello, Mätresse und später Ehefrau des Großherzogs der Toskana Francesco I. de’ Medici. Brusoni bediente auch später die Nachfrage seines Publikums nach Skandalen.
Um diese Zeit verfasste Brusoni zwei kleinere Werke, nämlich die Sammlung Lettere amorose, die 1642 in Venedig veröffentlicht wurde, und complimenti amorosi, zehn Dialoge, angefüllt mit ausgefeilten Komplimenten und vielen klassischen Zitaten. 1641 veröffentlichte er weitere kleine Werke, wie Lo scherzo di fortuna, L’ambizione calpestata und Ragguagli di Parnaso. Zudem schrieb er die musikalische Fabel Antigenide und er sammelte über 150 Reden und Briefe zu verschiedensten Themen in einem Zibaldone in sechs Büchern, die verloren gingen.
Angespornt durch den Erfolg der Fugitivi wandte er sich dem Roman zu. Zwischen 1640 und 1642 schrieb er Le turbolenze delle vestali, L’amante maltrattato, Il principe Deredato und La giustizia oltraggiata. Letztere sind verloren, sieht man von einigen unbedeutende Passagen und Auszügen im zweiten und dritten Buch der späteren Sammlung Curiosissime novelle amorose ab. Die Vestalinnenromane wurden stattdessen offenbar 1658 unter dem Titel Degli amori tragici veröffentlicht.
1641 wandte sich Arcangela Tarabotti gegen das von Francesco Buoninsegni verfasste satirische Werk Contro ’l lusso donnesco satira menippea aus dem Jahr 1638, indem sie die Antisatira verfasste, die sie anonym publizierte. Sie wendete darin alle Vorwürfe gegen die Frauen ihrerseits gegen die Männer, ohne mit Spott zu sparen. Bald entstanden Gegenschriften, wie Brusonis Antisatira satirizzata, die Tarabotti als „die beste“ dieser Schriften bezeichnete, jedoch mit deutlicher Ironie. Bald warf sie Brusoni vor, er habe Ideen von ihr gestohlen, um seine Amori tragici zu verfassen, in denen es sich ebenfalls um eingesperrte Nonnen drehte. Diese als Sittenkritik vergangener Zeiten getarnte Kritik an dem Druck, der von religiösen Kreisen und allen voran der Kurie selbst ausging, blieb nicht ohne Wirkung, zumal er Arcangela Tarabotti zunächst unterstützte, was Brusoni gefährliche Feindschaften eintrug. Am Ende intervenierte der Nuntius Francesco Vitelli, der Ende 1642 oder Anfang 1643 Brusoni zur Rückkehr in das Kartäuserkloster in Padua verurteilte – das dieser jedoch wenig später wieder verließ.

### Inhaftierung (1644), Kloster (bis 1651), Familiengründung
Nun wurde Brusoni 1644 inhaftiert. Die sechs Monate seiner Eremitage scheinen Brusoni nicht getroffen zu haben, wie aus seinen Briefen hervorgeht. Darüber hinaus schrieb er mehrere Gedichte in italienischer Sprache, eine Canzonetta in venezianischem Dialekt, einige ausschweifende Novellen (L’amante schernito, Il servo fortunato, La sposa malcontenta, L’amante obbediente, L’eccellenza della corna) sowie ein Loblied auf die Republik Venedig: Le glorie marittime. Nachweisbar ist, dass Giovan Battista und der Doge Carlo Contarini zu seinen Gunsten intervenierten. Aber seine Freilassung hatte zur Bedingung, dass er ins Kloster zurückkehrte. Nachdem er seine jüngsten Werke in Il Camerotto, Venedig 1645, veröffentlicht hatte, trat Brusoni erneut in das Kartäuserkloster Bosco di Montello ein, wo er allerdings viel länger blieb als bei früheren Gelegenheiten.
Als er 1651 endgültig das Kloster verließ, diesmal mit Genehmigung der kirchlichen Behörden, gab er seine freizügige Vergangenheit auf und versuchte die Skandale vergessen zu machen. Wahrscheinlich hängt diese Veränderung mit dem Tod Pallavicinos zusammen, der, kaum aus dem Gefängnis entkommen, im März 1644 im Alter von nur 28 Jahren von den kirchlichen Behörden, die ihn nach Avignon gelockt hatten, gefoltert und dann enthauptet wurde. Dies veranlasste Brusoni zu einem jahrelangen Schweigen.
Er liebte nun eine Frau, mit der er vier Kinder hatte, eine uneheliche Verbindung zwar, aber eine friedliche und dauerhafte.

### Novellen, Romane, Theaterstücke, Historische Schriften
Die Vita di Ferrante Pallavicino, 1651 in Venedig veröffentlicht, und I sogni di Parnaso bezeugten die Zuneigung zu seinem verstorbenen Freund. Sie sind aber auch ein Versuch, sich selbst und die Incogniti vor den schwersten Anschuldigungen zu rechtfertigen, ja, zu behaupten, Pallavicino sei gar nicht der Verfasser des Il divorzio celeste gewesen, das ihn so berühmt und verhasst gemacht hatte. In den Sogni di Parnaso wettert er sogar gegen die Wüstlinge und gegen die Atheisten.
Doch seine Polemik blieb rückhaltlos, richtete sich nun aber gegen weniger gefährliche Ziele. So sagte er dem barocken Stil seiner Zeit den Kampf an. L’Orestilla, eine Novellensammlung gedruckt in Venedig 1652, erweist diese Abwendung von seinem bis dahin gültigen Stil. Weitere Romane von ihm wurden wohl nie veröffentlicht: La Ginevra, L’istoria macedonica, Il Filiterno, L’infanta regina. 1654 veröffentlichte er in Venedig L’amante maltrattato (1676 in Venedig nachgedruckt), der im Wesentlichen die Orestilla bekräftigt.
Eine echte Entwicklung hin zum neuen brusonischen Roman vollzieht sich jedoch mit La Filismena, die 1657 in Venedig veröffentlicht wurde. In diesem Werk beginnt sich das Interesse des Autors für die zeitgenössischen Sitten zu äußern, das bereits in Turbolenze delle vestali vorweggenommen war. Wieder als historische Szene entfaltet, erscheinen in der Figur des Protagonisten, des Prinzen Ferdinando von Cordova, die Umrisse der später erfolgreichsten Figur, des unermüdlich Liebenden, des neugierigen Reisenden Glisomiro seiner großen Romane. Diese führte er in La gondola a tre remi zum ersten Mal aus, dann folgend in Il carrozzino alla moda, schließlich 1662 in La peota smarrita durch.
Die beiden ersten wurden 1663 und 1668 auf den Index librorum prohibitorum gesetzt. Ohne dass der Autor noch Ziele erkennen lässt, beschreibt er jedoch präzise die Zustände seiner Zeit. In der Hauptfigur spiegeln sich alle eitlen Ideale, alle ohnmächtigen und frivolen Ambitionen einer Aristokratie wider, die längst keine wirkliche Funktion mehr hatte, außer der, den Status quo einzufrieren. Die leeren Affären von Glisomiro und seinen Gefährten spielen sich an der Lagune, im Hinterland, in den Villen der Brenta ab, der Landschaft, in der die senatorische Aristokratie ihre nutzlosen Tage verbringt. Langeweile und Zeitvertreib beherrschen das Leben. Nur in der Bewunderung für den Schwedenkönig Gustav Adolf drückt sich die Abneigung gegen die unentwegten religiösen Streitigkeiten aus. Nun verfasste Brusoni eine Reihe belletristischer Werke, wie La Berenice (1655) oder Il cavalier della notte (1674), die aus dem Französischen bzw. Spanischen übersetzt wurden; Le curiosissime novelle amorose (1655 und 1663), und schließlich Nuova scelta di sentenze, motti, e burle d’uomini illustri, 1658 in Venedig veröffentlicht und dort 1666 und zweimal 1678 nachgedruckt, eine aus den griechischen und lateinischen Klassikern abgeleitete Sammlung – ohne jeden literarischen Anspruch.
Zu diesen Werken kamen noch Theaterstücke hinzu, wie die heroisch-komische Fabel Ardemia, die musikalische Fabel Antigenide und das geistliche Stück S. Giovanni, vescovo di Traù (1656). Letzteres wurde zu Brusonis Lebzeiten mehrmals aufgeführt. Alle wurden zusammen mit verschiedenen Gedichten in dem Band Poesie e Drami gesammelt. Schließlich ist L’Elucidario poetico, repertorio storico, geografico e mitologico ad uso dei letterati zu nennen, das auf einem ähnlichen Werk von Ermanno Torrentino basiert und erstmals 1664 veröffentlicht wurde.

### Politischer Beobachter, Gazzetteur, Turin: Direktor der königlichen Akademie
Dass Brusoni heftig umstritten war, erweist schon ein Anschlag des Agenten des Herzogs von Bayern in Venedig, Baldassarre Bartoli, der ihn für die Verleumdung seines Herrn bestrafen wollte. Lediglich ein gemischter Codex im Museo Correr, Cicogna 2759, Ms. 2857, birgt einige von Gino Luzzatto untersuchte Schriften, die mit Sicherheit auf Brusonis Tätigkeit als Gazetteur zurückgehen. Dazu zählt ein Brief an einen Unbekannten über den Zustand der Fürsten Europas, ihre Interessen und Ziele aus dem Jahr 1665 und ein politischer Diskurs über den Staat Italien und seine Fürstentümer, in dem Luzzatto Einblicke in die wirtschaftliche, politische und militärische Lage der Staaten entdeckte. Brusonis Kritik spitzte sich zu, etwa in der 1656 erschienenen Storia delle guerre d’Italia dal 1635 al 1655, die in Venedig von Turrini in einer Reihe von historischen Werken publiziert wurde. Dieses Werk wurde mit Erweiterungen 1657 in Venedig, 1661 unter dem endgültigen Titel Historia d’Italia, 1671, 1676 und schließlich 1680 in Turin neu aufgelegt. In diesem seinem Hauptwerk entfaltet er in der letzten Ausgabe in 46 Büchern auf 1.100 folia die politischen Vorgänge in Italien in den Jahren 1627 bis 1680. Auf gleicher Ebene stehen seine Istorie universali d’Europa, gedruckt 1657 und (vorgeblich in Frankfurt) 1663. Sie umfasst die Zeit zwischen 1627 und 1656. Dabei dreht sich das Werk um die Kriege in Deutschland, Frankreich und England, vor allem aber um den Krieg um Kreta. Ein dritter Band, den Brusoni wohl 1668 vorbereitete, wurde nicht fertiggestellt. Erkennbar ist eine Lösung von der bloß chronologischen, geradezu annalistischen Vorgehensweise im Vorgängerwerk zu mehr systematischen, vor allem um Herrscher zirkulierende Erzähltechnik. Seine Historia dell’ultima guerra tra Veneziani e Turchi befasst sich mit dem besagen Kampf um Kreta zwischen Venedig und den Osmanen bis hin zu den Erfolgen der Jahre bis 1671 (Venedig 1673). Einzelne Quellen sammelte er bereits in seinem Opus Campagne dell’Ungheria degli anni 1663 e 1664, dann auch Reiseberichte zu Polen, Russland und Indien, Persien, aber auch Feuerland und Chile. Seine Concetti politici e morali, erschienen 1661 in Cesena, haben einen ähnlich kompilatorischen Charakter, ebenso wie La regina scurtata, möglicherweise ein Auftragswerk der schwedischen Königin Christina.
In Turin, wo er zeitweise die Accademia Reale als Direktor leitete, wenn auch ohne großen Erfolg, hatte er sich durch seine Schriften Feinde gemacht, wie etwa die Familie Alfieri, die in seiner Geschichte Italiens beleidigt fühlte. Er bot 1686 an, die Stadt Richtung Venedig zu verlassen, sogar unter Verzicht auf seine Einkünfte. Ob ihm dieser Rückzug gewährt wurde, ist unklar. Brusoni verschwand 1686 aus den Quellen.

## Werke (Auswahl)
Brusonis Werke sind ganz überwiegend in Venedig gedruckt worden, daher wird im Folgenden der Erscheinungsort nur angegeben, wenn es sich um einen anderen Ort handelt.
- unter dem Namen Cherubino Brusoni: La fugitiva, 1639.
- La fuggitiva di Girolamo Brusoni. Libri quattro, 1640, Padua 1652, Francesco Armanni & Alessandro Zatta, 1662, Bologna 1671, 1678. (Ausgabe von 1671 bei Google Books)
- Le turbolenze delle vestali, Manuskript, als Degli amori tragici, 1658 aufgelegt (s. u.).
- Lo scherzo di fortuna, Gasparo Corradici, 1641. (Google Books)
- L’ambizione calpestata, Gasparo Corradici, 1641. (Google Books)
- Ragguagli di Parnaso, 1641. (Google Books)
- Gli aborti dell’occasione, il Sarzina, 1641. (Google Books)
- Dell’amante maltrattato, Francesco Storti, 1654 (Google Books; Giacomo Zini a S. Zulian, 1678)
- Delle lettere amorose de Girolamo Brusoni. Libri quattro, Guglielmo Oddoni, 1642.
- De’ complimenti amorosi di Girolamo Brusoni libri due, hgg. v. Giovanni Battista Fusconi, Gasparo Corradici, 1643. (Google Books)
- Il camerotto, Francesco Valuasense, 1645. (Google Books)

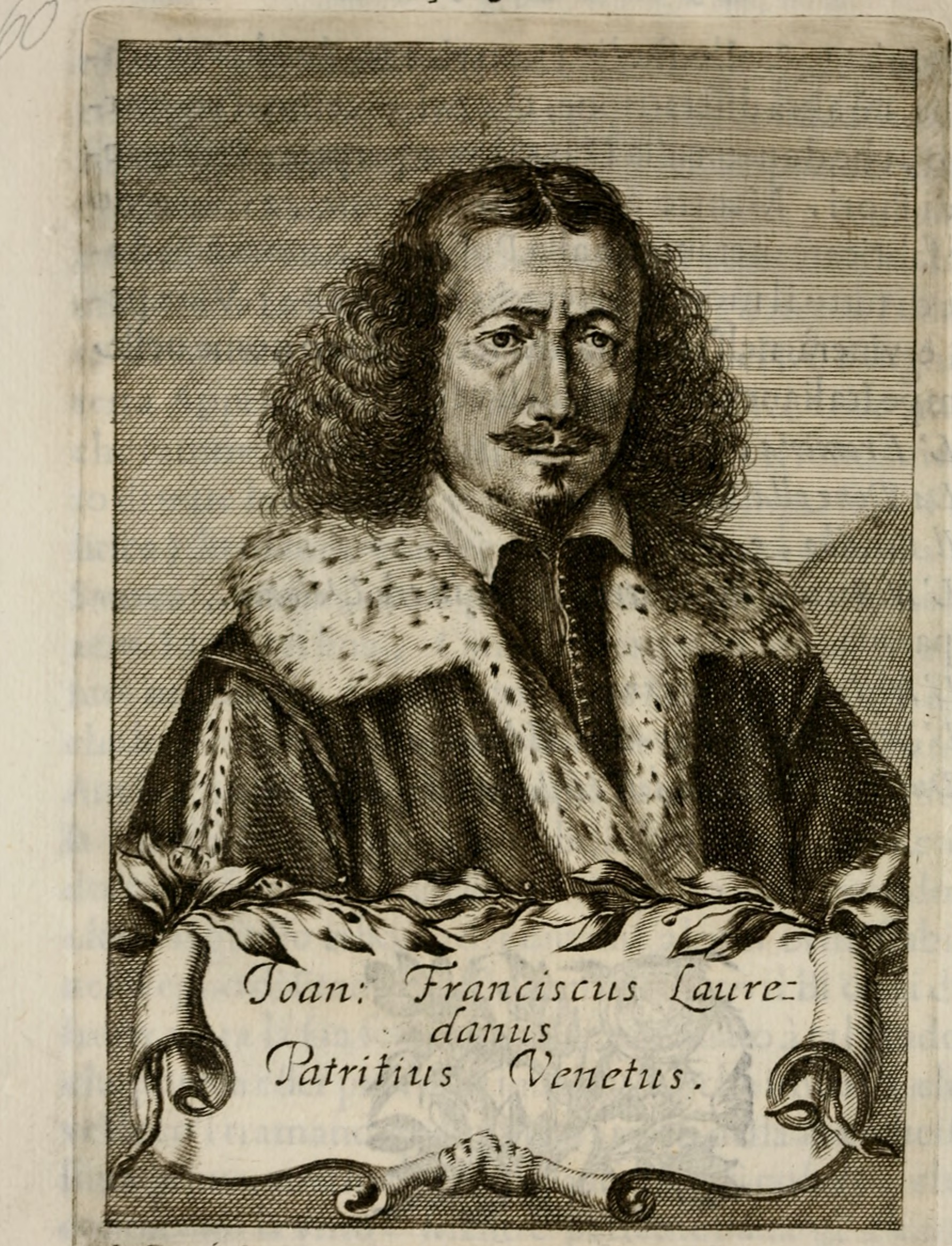
Porträt des Gian Francesco Loredan, in: Le glorie de gli incogniti, S. 244 (Digitalisat)

- Gian Francesco Loredano, Giovanni Battista Moroni, Giacomo Pecini, Francesco Valvasenese: Le glorie de gli Incogniti o vero gli huomini illustri dell’Accademia de’ signori Incogniti di Venetia,  Francesco Valvasense stampator dell’Accademia, 1647. (Digitalisat)
- Vita di Ferrante Pallavicino, Turrini, 1651 (knappe Biographie auf 24 Seiten). (Google Books)
- La Orestilla, li Guerigli, 1652. (Google Books)
- Dell’amante maltrattato di Girolamo Brusoni libri otto, Francesco Storti, 1654. (Google Books)
- S. Giovanni, vescovo di Traù. Rappresentazione spirituale portata in versi, dedicata al molto illustre Signore il Signor Domenico Andreis, li Guerigli, 1656.
- Della felismena di Girolamo Brusoni libri sei, Francesco Storti, 1657. (Google Books)
- La gondola a tre remi, Francesco Storti, 1657 (Neuausgabe hgg. v. Franco Lanza, Marzorati, Mailand 1971). (Google Books, Ausgabe von 1657)
- Dell’historie universali d’Europa compendiate da Girolamo Brusoni, 2 Bde., Francesco Storti, 1657. (Digitalisat, Bd. 1)
- Il carrozzino, Gio. Ricardini, 1658; Valentino Mortali, 1667. (Google Books, Ausgabe von 1667)
- Degli amori tragici, 1658; Salerno 2009.
- Relationi Vniversali Di Giovanni Botero Benese, 1659. (Digitalisat)
- I sogni di Parnaso, 1660? (Google Books)
- Historia d’Italia di Girolamo Brusoni. Dall’anno 1627 fino al 1660, Francesco Storti, alla libraria della fortezza, 1660. (Digitalisat)
- Dell’Historia d’Italia, Francesco Storti, 1661. (Digitalisat)
- De’ concetti politici, e morali raccolti, e illustrati con varie osservazioni istoriche, il Neri, Cesena 1661. (Google Books)
- La peota smarrita, Gasparo Storti, 1662. (Google Books)
- Le campagne dell’Ungheria de gl’anni 1663 e 1664 raccolte e descritte da Girolamo Brusoni ..., Valentino Mortali, 1665. (Google Books)
- Historia dell’ultima guerra tra Veneziani e Turchi, 1673. (Digitalisat, Bd. 1; Digitalisat, Bd. 2)